# Pumilocytheridea sandbergi
Pumilocytheridea sandbergi is een mosselkreeftjessoort uit de familie van de Cytherideidae. De wetenschappelijke naam van de soort is voor het eerst geldig gepubliceerd in 1963 door Bold.